# Le Courrier d'Orient

## La voix des Bulgares de l'Empire ottoman
Le Courrier d'Orient était un journal en langue française publié dans la capitale de l'Empire ottoman, Constantinople, dans les années 1860 à 1870.
Le journal joua un rôle important dans la lutte pour l'indépendance de l'Église bulgare, en défendant les positions bulgares en matière religieuse, contre le patriarcat œcuménique de Constantinople. Après 1871, il devint quasiment l'organe officiel de l'exarchat bulgare. À cause de ses positions pro-bulgares, le journal, surnommé « Courrier d'Orientoff » par les élites grecques, fut soumis à un boycott sévère par la communauté grecque de la capitale et fit faillite. Son éditeur Jean Pietri reçut après 1878 une pension de l'État bulgare.

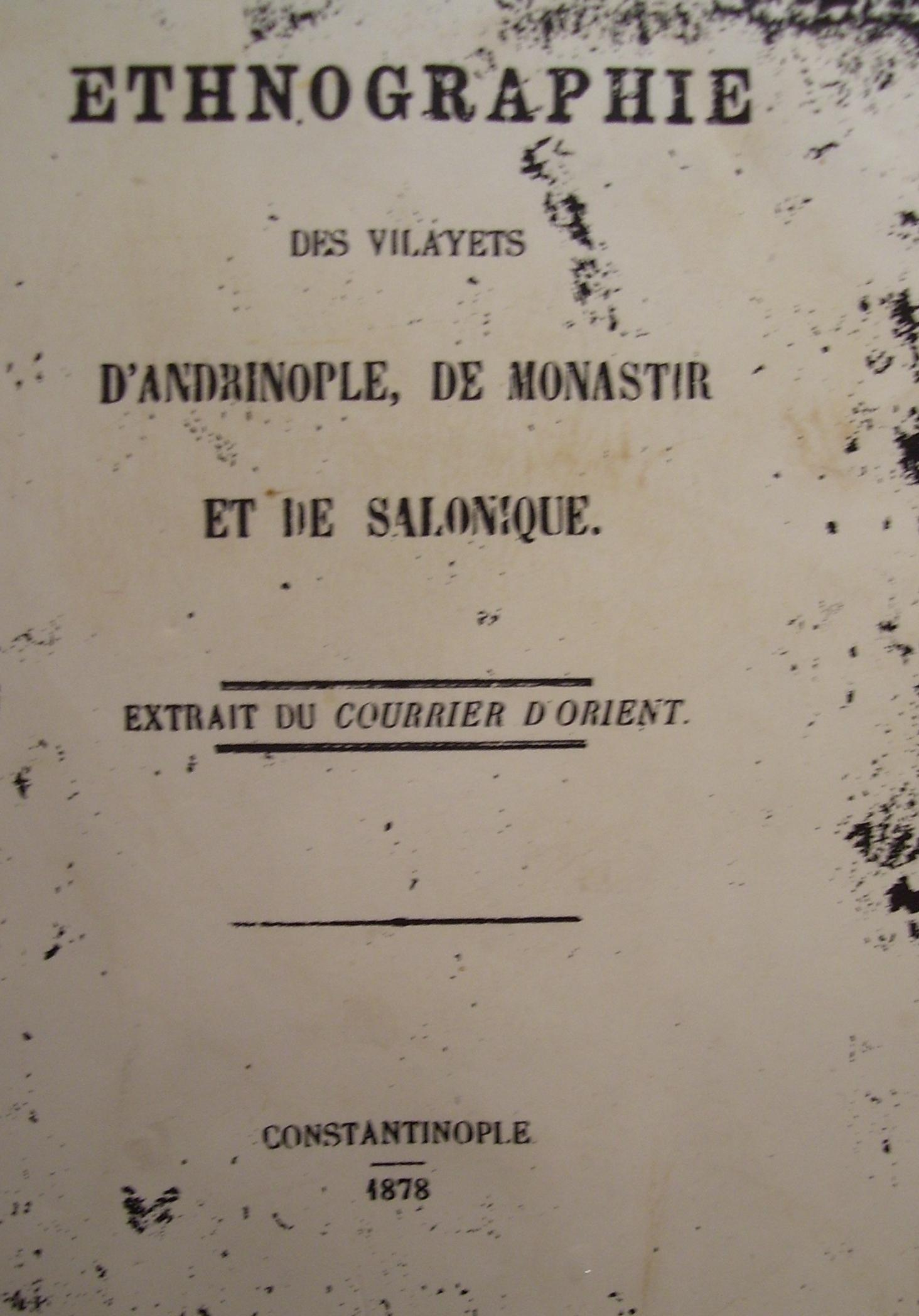
Ethnographie des Vilayets d'Adrianople, de Monastir et de Salonique, étude démographique éditée par Le Courrier d'Orient en 1878.

## Ethnographie des Vilayets d'Adrianople, de Monastir et de Salonique(1878)
Les responsables du Courrier d'Orient publièrent en 1878 l'ouvrage statistique Ethnographie des Vilayets d'Adrianople, de Monastir et de Salonique. L'ouvrage présente des statistiques de population pour les trois vilayets indiqués dans le titre en se fondant sur les registres fiscaux ottomans du bedeli askerie (impôt militaire) de l'année 1873, dans un sens favorable aux Bulgares de l'Empire ottoman.
Il s'agissait d'une réaction au livre d'A. Synvet, citoyen français enseignant au lycée ottoman de Constantinople :
Les Grecs de l'Empire ottoman : Étude statistique et ethnographique (Constantinople, L'Orient illustré, 1878), considéré comme partial et inexact par les Bulgares, car il considérait les Bulgares de beaucoup de régions comme « gréco-bulgares ».
L'ouvrage a été réédité en 1995 par l'Institut scientifique macédonien avec le texte original et, en regard, une traduction bulgare.